# جواز سفر فانواتو
جواز سفر فانواتو هو وثيقة سفر دولية تصدر لمواطني فانواتو.

## شكل جواز السفر
الغلاف الخارجي لجوازات السفر العادية أخضر اللون. بحسب القانون يجب أن يحمل جواز السفر شعار جمهورية فانواتو على صفحته الخارجية إضافة لعبارتي "Republic of Vanuatu" و"Passport" باللغتين الفرنسية والإنكليزية ومن الداخل يظهر النص التالي باللغتين الفرنسية والإنكليزية:
«The President of the Republic of Vanuatu requests and requires in the name of the Republic all those whom it may concern to allow the bearer peacefully to pass without let or hindrance and to afford the bearer such assistance and protection as may be necessary.»
«Au nom de la Nation, le President de la Republique de Vanuatu prie instamment toutes les autorites competentes de bien vouloir laisser passer librement le titulaire du present passeport et de lui offrir assistance et protection le cas echeant»
«يطلب رئيس جمهورية فانواتو باسم الجمهورية من كل من قد يعنيهم الأمر السماح لحامله بالمرور بسلام ومنح حامله المساعدة والحماية التي قد تكون ضرورية.»
اعتبارا من عام 2010 أصبح جواز السفر الجديد بيومترياً وتم إلغاء كافة الجوازات المكتوبة بخط اليد.
حتى أواخر عام 2010 كانت جوازات سفر فانواتو لا تزال مكتوبة بخط اليد، مما يزيد من احتمالية ارتكاب جرائم والاحتيال؛ تعهدت نيوزيلندا باستخدام جزء من مساعداتها الخارجية البالغة 19 مليون دولار نيوزيلندي لفانواتو في ذلك العام لمساعدة البلاد في الانتقال إلى نظام إلكتروني بالكامل. كان من المقرر أن يبدأ إنتاج جوازات السفر الجديدة في ديسمبر 2010. أعرب بول تيلوكلك عن أمله في أن تفي جوازات السفر الجديدة بالمتطلبات الدولية وأن توسع قائمة الدول التي تسمح لمواطني فانواتو بالدخول بدون تأشيرة.

## السفر من دون تأشيرة

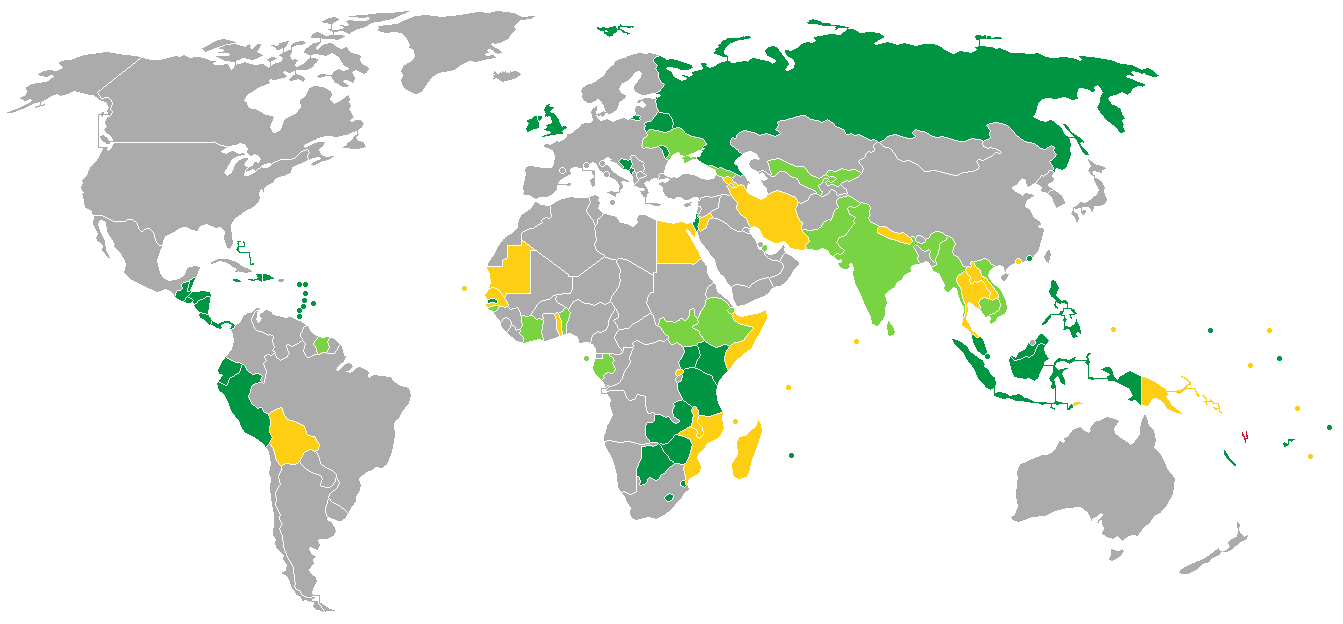
فانواتو
بدون تأشيرة
تأشيرة عند الوصول
مطلوب تأشيرة

اعتبارًا من 1 يناير 2020 كان يكمن لمواطني فانواتو دخول 130 دولة وإقليم بدون تأشيرة أو تأشيرة دخول عند الوصول، مما جعل جواز سفر فانواتوا يحتل المرتبة 42 من حيث حرية السفر وفقًا لمؤشر هينلي لجوازات السفر. وقعت فانواتو اتفاقية متبادلة للإعفاء من التأشيرة مع دول منطقة شنغن في 28 مايو 2015. ووقعت اتفاقية متبادلة للإعفاء من التأشيرة مع روسيا في 20 سبتمبر 2016 ودخلت حيز التنفيذ في 21 أكتوبر 2016.

## الحصول على جنسية فانواتو
في مسعى من حكومة فانواتو لتشجيع الاستثمار في البلاد المعروفة كجنة ضرائبية ولغاية الحصول على عائدات مالية لصالح خزينة الدولة بغية تنمية البنى التحتية وإطلاق برامج التنمية المستدامة خصوصاً بعدإعصار بام،أطلقت برنامج للجنسية الاقتصادية السريعة حمل اسم: Vanuatu Economic Rehabilitation Program، يحصل بموجبه المستثمر على جنسية جمهورية فانواتو خلال بضعة أشهر مقابل هبة نقدية لصالح خزينة الدولة بكلفة لا تتجاوز مئتي الف دولار أميركي.
كما اتخذت الحكومة إجراءات عديدة للحفاظ على شفافية برنامجها شملت إلغاء كافة البرامج الأخرى وحصر قرارات منح الجنسية بمكتب هيئة الجنسية التابع لرئيس الوزراء بصفته وزير الجنسية، وهي هيئة مستقلة تعمل بموجب قانون خاص من البرلمان.
هيئة الجنسية قامت بتعيين وكلاء حصريين للترويج لبرنامج الجنسية ووزعتهم على أساس جغرافي على الشكل التالي:
- الشرق الأوسط وشمال أفريقيا: مقرها بيروت - لبنان.[16]
- الصين وروسيا: باسيفيك ريسورس جروب كونسلتينج ليمتد مقرها هونغ كونغ.[17]
- أوروبا والأمريكيتين: هافن فانواتو مقرها بورت فيلا - فانواتو.[13][14][15]